# TapTap
TapTap是中国大陆的游戏玩家互动社区，也是一个游戏推荐平台。由心动公司在上海发起并投资成立的易玩(上海)网络科技有限公司，实际负责 TapTap 网页版、客户端开发和运营维护。TapTap 的产品口号是“发现好游戏”。
借助 TapTap ，玩家可以通过官方渠道免费下载手机游戏，或付费购买手机游戏与服务。玩家亦可评价、讨论游戏，在社区中与其他玩家交流。TapTap 也为开发者提供了一套游戏发行服务，并免费提供了一套软件开发工具包，称为“TDS（TapTap 开发者服务）”。开发者可以通过选装TDS的各种服务将 TapTap 的好友功能、成就功能等服务集成到自己的游戏中。
TapTap 被认为是中国最大的手机游戏社区。2021年，TapTap 中国版的平均月活跃用户为2867.1万人，TapTap 海外版的平均月活跃用户为1318.3万人。

## 历史

### 初创
在 TapTap 推出之前，心动公司在发行游戏时遇到了困难。他们认为那时手机游戏的安卓平台与 App Store 、Google Play 有差异，处于混乱状态。他们认为不合理的推荐制度会让安卓用户无法从平台上寻找到喜欢的游戏，平台分成比例不公平，并对开发者施加过大的压力。此后，心动公司的CEO黄一孟决定联合张乾、黄希威，制作一个游戏推荐平台与应用商店，希望能够兼顾玩家、游戏开发者和平台自身的诉求和利益。
2016年4月17日，TapTap 安卓版上线，这是 TapTap 的第一个移动应用平台。同年8月，TapTap iOS 版上线。同年12月，TapTap 启动“礼仪考试”，用户在社区发言前需要通过考试以了解社区文化。
TapTap 在上线之初即宣称一系列对开发者有利的措施，包括0分成、无需接入渠道SDK、无需准备游戏渠道包等。2016年6月，TapTap 为开发者上线新游预约和游戏测试功能。第一款参加游戏测试的是是铁匠工作室的《卡片怪兽》，测试期间获得8千余次下载，有超过1000名玩家加入游戏交流群。同年7月，第一款第三方付费游戏《说剑》上线 TapTap ，使其成为中国大陆地区首家支持付费购买正版安卓游戏的第三方平台。

### 发展
2017年1月，第一次评奖活动 “2016 TapTap 年度游戏大赏”举办。共评选出1个年度最强综合实力大奖、5个年度最突出单项奖。其中，《部落冲突：皇室战争》获得年度最佳游戏 、年度最佳玩法奖。
2017年3月9日，TapTap “争议游戏区”上线。一定数量玩家对一款游戏的内容、玩法有模仿抄袭等争议时，会被放入争议区。游戏的站内展示会被取消，只允许用户主动搜索。所有玩家都可以对争议区的游戏表示支持与反对，并得到展示。
2017年4月17日，TapTap 成立1周年。这一年中，TapTap 的用户数量累计超过2000万，日活超过100万，平均日活保持在80万左右。这一年，有2万余个游戏厂商及开发者入驻TapTap，在平台上发布游戏。
2017年5月25日，在业内游戏人士汇聚的游久公开课上，TapTap 海外商务总监崔炜公开演讲称，TapTap 日活超110万，月活跃超600万，总用户超过2200万。
2017年12月8日-12月10日，TapTap 与心动公司一同举办了第一届“独立营 Indie Camp - 48小时游戏创作挑战”，一个线下Game Jam挑战赛。参赛团队需要在48小时的时间内完成包括编程、游戏设计、美术设计等工作的完整开发流程，成品应至少能将核心玩法展示给玩家。此次独立营 Indie Camp 的主题为“篝火”，共吸引到83支队伍的269位选手参赛，一共完成82个成品项目。
其中，解密游戏《逆焰》荣获最佳游戏奖，策略游戏《文明火种》荣获最佳创意奖。

### 近期
2018年6月，TapTap 看板娘形象正式公开。TapTap 于同年10月以看板娘形象推出 “神秘的伙伴 代号T” 系列周边，并于次年6月正式将她命名为“Tarara”。
2019年3月，TapTap 上架国际版。域名为 Tap.io。由于政策原因，中国版账号数据与国际版不互通。
2019年4月13日，首届 “TapTap 嘉年华” 玩家线下活动在上海举行。超过300名 TapTap 玩家前来参加了此次聚会。
2020年7月10日，TapTap 第一次举办线上游戏发布会：“2020 TapTap 游戏发布会”。发布会共介绍了包括《原神》、《火炬之光：无限》、《人类跌落梦境》手机版在内的，16款尚在制作中的手机游戏作品的最新消息。
2020年7月28日，TapTap在“2020 TapTap 开发者沙龙”上宣布，TapTap 将为开发者提供「TapTap开发者服务」（TDS, TapTap Developer Service）。TDS 包括 TapTap 支持的游戏数据分析，定向邀请测试等功能，游戏也可以直接使用 TDS 的 TapTap 账号登录服务。开发者可通过 TapSDK 来选择需要接入的TDS功能。
2021年2月1日，TapTap 推出“云玩”功能，开始对部分游戏提供云游戏支持。

## 产品

### 游戏商店
TapTap 可以通过网页、安卓、iOS平台来进行使用。在 TapTap 安卓客户端，玩家可以购买并下载手机游戏，网页版则提供跳转到 TapTap 安卓版与 App Store 购买、下载游戏的链接。
受苹果政策影响，TapTap iOS 版无法提供游戏购买与下载服务。
一部分的游戏会签约“TapTap独家”：即游戏不登陆其他传统的安卓渠道，TapTap 成为其唯一指定的安卓游戏下载平台。截止到2021年4月6日，TapTap 独家游戏已经达到230个，包括《帕斯卡契约》、《人类跌落梦境》、《Muse Dash 喵斯快跑》等。

### 社区论坛
社区论坛是 TapTap 的主要组成部分。玩家注册账号后，即可在游戏社区中发言、为游戏评分。游戏官方也可以参与到社区讨论，回复玩家的疑难问题或宣布即将举行的活动。TapTap通过一系列措施，包括社区公约，强调内容管理等等，试图塑造其社区文化，保证其游戏评分的真实性。

### TapTap开发者服务
TapTap开发者服务（TDS）于2021年7月推出，该项服务提供包括内嵌动态、数据分析、营销推广、合规认证、游戏测试工具在内的一系列开发者工具。TapTap希望开发者可以通过TDS方便地发布、运营并管理游戏。为了推动TDS的开发，心动于2021年4月收购了一站式后端云服务提供商LeanCloud。目前，据TapTap称，超过13,000名开发者、23万款游戏可以使用开发者服务。

### 篝火测试
篝火测试是TapTap推出的游戏前期测试流程。一般来说，进行篝火测试的游戏都处在早期研发阶段，开发者通过篝火测试邀请少量玩家测试游戏核心玩法，目的是使开发者尽快获得游戏设计的反馈。2019年3月，篝火测试首次开放给玩家。目前，已有数十款游戏曾通过篝火测试提供给玩家游玩，或现在仍在篝火测试中。

## 活动

### TapTap 游戏大赏
TapTap 年度游戏大赏，是 TapTap 于年末举办的游戏奖项，评选过去一年里发售的优秀手机游戏。第一届 TapTap 年度游戏大赏于2016年举办，至今已举办过五届。
一般来说，只有本年度发售的游戏会被纳入 TapTap 游戏大赏的提名范畴。一个由开发者、游戏媒体、游戏主播组成的评委团投票选出本年度的获奖游戏，一般有40人左右。担任多届 TapTap 大赏评委的游戏人包括《光遇》制作人陈星汉，触乐网创始人祝佳音，哔哩哔哩游戏主播“神奇陆夫人”等。整个活动包括提名、入围榜单公布、投票、公布等多个环节，一般会持续到第二年的1月份才会公布最后的结果。
近几年TapTap年度游戏大赏的获奖情况如下：
| 奖项类别     | 游戏名称                 | 开发团队                          |
| ------------ | ------------------------ | --------------------------------- |
| 最佳游戏     | 原神                     | 米哈游                            |
| 最佳玩法     | 帕斯卡契约               | 巨人网络                          |
| 最佳视觉     | 江南百景图               | 椰岛游戏                          |
| 最佳叙事     | 巫师之昆特牌：王权的陨落 | CD Projekt RED                    |
| 最佳音乐     | 歧路旅人：大陆的霸者     | SQUARE ENIX                       |
| 最佳独立游戏 | FAR: Lone Sails          | Mixtvision Mediengesellschaft mbH |

| 奖项类别           | 游戏名称   | 开发团队         |
| ------------------ | ---------- | ---------------- |
| 最佳游戏           | 明日方舟   | 鹰角网络         |
| 最佳玩法           | 弓箭传说   | 海彼游戏         |
| 最佳视觉           | GRIS       | Devolver Digital |
| 最佳叙事           | 隐形守护者 | New One Studio   |
| 最佳音乐           | GRIS       | Devolver Digital |
| 最佳独立游戏       | 光·遇      | thatgamecompany  |
| 最具影响力国产游戏 | 明日方舟   | 鹰角网络         |
| 最受玩家喜爱游戏   | 明日方舟   | 鹰角网络         |

| 奖项类别         | 游戏名称           | 开发团队      |
| ---------------- | ------------------ | ------------- |
| 最佳游戏         | 画中世界           | Jason Roberts |
| 最佳玩法         | 画中世界           | Jason Roberts |
| 最佳视觉         | 画中世界           | Jason Roberts |
| 最佳剧情         | 我的孩子：生命之泉 | Teknopilot    |
| 最佳音乐         | 音乐世界 Cytus II  | 雷亚游戏      |
| 最佳独立游戏     | Florence           | Mountains     |
| 最佳多人对战游戏 | 和平精英           | 腾讯          |
| 最受玩家喜爱游戏 | Muse Dash 喵斯快跑 | PeroPeroGames |

### TapTap 游戏发布会

#### 2020
2020年7月10日晚6点，TapTap 首次举办了手机游戏线上发布会 “2020 TapTap 游戏发布会”。发布会时长半小时，一共公布了16款游戏作品的最新消息。
| 游戏名称                 | 开发厂商        | 发行/代理厂商 | 上线时间       | 状态     |
| ------------------------ | --------------- | ------------- | -------------- | -------- |
| 火炬之光：无限           | 心动            | 心动          | 待定           | 封闭测试 |
| 原神                     | 米哈游          | 米哈游        | 2020年9月28日  | 上线     |
| 人类跌落梦境             | No Brakes Games | 心动          | 2020年12月17日 | 上线     |
| 帕斯卡契约               | TipsWorks       | 巨人网络      | 2020年1月16日  | 上线     |
| 泰拉瑞亚                 | Re-Logic        | 心动          | 2021年9月28日  | 上线     |
| 天涯明月刀手游           | 腾讯            | 腾讯          | 2020年10月16日 | 上线     |
| 雷顿教授与不可思议的小镇 | LEVEL-5         | 心动          | 待定           | 海外上线 |
| 雷顿教授与恶魔之箱       | LEVEL-5         | 心动          | 待定           | 海外上线 |
| 鬼泣-巅峰之战            | 云畅游戏        | 云畅游戏      | 2021年6月11日  | 上线     |
| 另一个伊甸：超越时空的猫 | WFS             | 心动          | 2020年11月5日  | 上线     |
| 战魂铭人                 | 凉屋游戏        | 凉屋游戏      | 2020年8月20日  | 上线     |
| 铸时匠                   | 熊孩子工作室    | 熊孩子工作室  | 2020年7月11日  | 上线     |
| 玛娜希斯回响             | 犬酱组          | 犬酱组        | 待定           | 封闭测试 |
| 不思议的皇冠             | NExT Studios    | NExT Studios  | 2020年10月16日 | 上线     |
| 波西亚时光               | 帕斯亚科技      | 帕斯亚科技    | 待定           | 封闭测试 |
| 小动物之星               | 创梦天地        | 创梦天地      | 2021年5月13日  | 上线     |
| 小森生活                 | 睿逻网络        | 腾讯          | 2021年3月31日  | 上线     |

#### 2021
2021年7月17日晚7点，TapTap 举办了手机游戏线上发布会 “2021 TapTap 发布会”。发布会共持续一个多小时，公布了27款手机游戏作品的最新消息。
| 游戏名称                 | 开发厂商              | 发行/代理厂商 | 上线时间       | 状态         |
| ------------------------ | --------------------- | ------------- | -------------- | ------------ |
| 火炬之光：无限           | 心动                  | 心动          | 待定           | 封闭测试     |
| 寻找天堂                 | Freebird Games        | 心动          | 待定           | 移动版开发中 |
| 元气骑士新作             | 凉屋游戏              | -             | 待定           | 开发中       |
| 异星指令                 | 凉屋游戏              | -             | 待定           | 开发中       |
| 我的镇守府               | 四叠半游戏            | -             | 待定           | 开发中       |
| 炉石传说：佣兵战纪       | 暴雪                  | 网易          | 2021年10月13日 | 上线         |
| 勇者斗恶龙：达伊的大冒险 | 上海蛙扑网络          | -             | 待定           | 开发中       |
| 雾境序列                 | 星线网络              | -             | 待定           | 封闭测试     |
| APEX Legends Mobile      | Respawn Entertainment | EA            | 待定           | 海外测试     |
| 奥西里之环               | 巨人网络              | 巨人网络      | 待定           | 封闭测试     |
| 来古弥新                 | 冬谷基金会研究部      | -             | 待定           | 封闭测试     |
| Flash Party              | 心动                  | 心动          | 待定           | 封闭测试     |
| 萃星物语                 | 心动                  | 心动          | 待定           | 开发中       |
| T3                       | 心动                  | 心动          | 待定           | 封闭测试     |
| 漫威超级战争             | 网易                  | 网易          | 2021年7月15日  | 上线         |
| 漫威对决                 | 网易                  | 网易          | 2021年9月28日  | 上线         |
| 心动小镇                 | 心动                  | 心动          | 待定           | 封闭测试     |
| 宿命回响                 | 代号R工作室           | -             | 待定           | 开发中       |
| 山河旅探                 | 奥秘之家              | -             | 待定           | 开发中       |
| 铃兰之剑                 | 心动                  | 心动          | 待定           | 封闭测试     |
| 画中世界                 | Annapurna Interactive | 心动          | 待定           | 海外上线     |
| 传说法师                 | Contingent 99         | 心动          | 待定           | 移动版开发中 |
| 旋转音律                 | Dream Engine Games    | 心动          | 2023年12月5日  | 上线         |
| 霓虹深渊：无限           | 声纳工作室            | -             | 待定           | 移动版开发中 |
| 模拟农场20               | GIANTS Software       | 心动          | 待定           | 海外上线     |
| 泰拉瑞亚                 | Re-Logic              | 心动          | 2021年9月28日  | 上线         |
| 英雄联盟手游             | Riot Games            | 腾讯          | 2021年10月8日  | 上线         |

### 独立营 Indie Camp
独立营是一个由 TapTap 和心动网络联合主办的线下 Game Jam 挑战赛。参赛团队需要在一定的时间内完成包括编程、游戏设计、美术设计等工作的完整开发流程，成品应至少能将核心玩法展示给玩家。独立营会邀请来自高校、游戏企业的嘉宾担任评审，《明日方舟》制作人海猫、椰岛游戏 CEO Wesley，TapTap 主编浅水、TipWorks工作室《帕斯卡契约》制作人杨洋等业内人士都曾数次担任独立营的评委。
前三次独立营采用线下举办的形式：举办地点在心动网络和 TapTap 位于上海的办公场地，时间限制为48小时。从第四届独立营开始，由于疫情等因素影响，活动改为在线上举行。第四届独立营的时间限制为7天，第五届独立营的时间限制为30天。
独立营至今已经举办了五届，共吸引到超过1500人次的参赛者，完成了超过400个独立游戏。
独立营的历年举办时间及获奖情况如下：
| 奖项类别         | 游戏名称            | 开发团队       |
| ---------------- | ------------------- | -------------- |
| 最佳游戏奖       | 逆焰 Backward Flame | 火花游戏工作室 |
| 最佳创意奖       | 文明火种            | 黑脉游戏       |
| 最佳玩法奖       | 捣蛋原始人          | Tribeman       |
| 最佳人气奖       | 捣蛋原始人          | Tribeman       |
| 学生组最佳游戏奖 | Lightness           | 古物诚意       |
| 单枪匹马奖       | 篝火                | 阿呆游戏       |
| 绝代双骄奖       | Ignitor             | Uraban.Lab     |

| 奖项类别         | 游戏名称                         | 开发团队               |
| ---------------- | -------------------------------- | ---------------------- |
| 最佳游戏奖       | 为你而生 Re:born For U           | 希罗                   |
| 最佳创意奖       | 我找我自己                       | AGB48                  |
| 最佳玩法奖       | Let me die and reborn(Shi去活来) | 2018独立营第51组开发者 |
| 最佳人气奖       | Let me die and reborn(Shi去活来) | 2018独立营第51组开发者 |
| 学生组最佳人气奖 | Die for live                     | 月下对影               |
| 最佳小团队奖     | 为你而生 Re:born For U           | 希罗                   |

| 奖项类别         | 游戏名称                      | 开发团队   |
| ---------------- | ----------------------------- | ---------- |
| 最佳游戏奖       | Electricity                   | memo后援团 |
| 最佳创意奖       | BUG&DOG                       | 无名之师   |
| 最佳玩法奖       | 遗产：机核                    | -          |
| 最佳人气奖       | 触不可及 Invisible            | Invisible  |
| 学生组最佳人气奖 | 汝影随行 your Shadow with You | 圈毛游戏   |
| 学生组最佳游戏奖 | Electricity                   | memo后援团 |

| 奖项类别         | 游戏名称       | 开发团队       |
| ---------------- | -------------- | -------------- |
| 最佳游戏奖       | Time, Line     | NewFolder      |
| 最佳主题奖       | H2O逃走了      | 自由行         |
| 最佳视听奖       | 圣甲虫何去何从 | VET            |
| 最佳创意奖       | BrokenShot     | 比赛越大越拉胯 |
| 学生组最佳游戏奖 | Time, Line     | NewFolder      |

## 企业事务

### 营运数据
| 年份 | 信息服务收入（亿元） | 毛利润（亿元） | 注册游戏开发商数量（个） | 平均月活跃用户（万人） |
| ---- | -------------------- | -------------- | ------------------------ | ---------------------- |
| 2016 | -                    | -              | 748                      | 90                     |
| 2017 | 0.8                  | 0.5            | 4739                     | 1020                   |
| 2018 | 3.0                  | 2.6            | 7662                     | 1500                   |
| 2019 | 4.6                  | 4.2            | 11006                    | 1790                   |
| 2020 | 5.2                  | 4.5            | 15000                    | 3051.3                 |

### 政策规制
早在2017年11月，TapTap 就因为提供无出版物号的外服游戏下载而被广电总局通报过。而当时TapTap立刻以公告的形式回应称:“11月8日起，将对站内的游戏内容进行审查工作，审查结束后，未取得合法资质的游戏将停止下载服务，符合规范的游戏将陆续恢复下载。”
中宣部、中央网信办、教育部、公安部、文化部等部门近日联合印发《关于严格规范网络游戏市场管理的意见》按照意见统一部署，有关部门在全国范围内开展严格规范网络游戏市场管理专项行动。
2018年2月28日，公安部、文化部、全国“扫黄打非”办公布了“易玩（上海）网络科技有限公司非法出版案”的具体案情。认定其有大量“非法出版活动”，涉及数量极大，要求其“停业整顿3个月”，并处以约32万元的罚款。
随后，TapTap 官方在论坛中发出公告称，“接相关部门通知，TapTap 因违反相关部门规定，在中国地区提供未经审核批准的境外游戏下载，从即日起接受处罚，进行全面整改，停止网络游戏运营活动三个月，今后TapTap将加大自查自纠力度，严格遵守相关法律法规，望玩家谅解”。
2018年3月2日，TapTap 大股东兼实际运营商的心动网络在新浪微博发文称，“目前 TapTap 上免费游戏依旧可以正常下载，但单机付费游戏，包括心动所发行的几款付费安卓版单机游戏已经无法购买，且所有上架游戏都将进行行政复核。在停止网络游戏运营活动期间，论坛及其他功能不会关闭。我们虽然无奈，但必须执行。将继续合规化引进境外付费游戏。”
2018年6月19日，完成整改工作，恢复正常运营。

### 融资、财务状况与股权变更
2016年7月22日，易玩（上海）网络科技有限公司获得数百万人民币的天使轮融资，投资方为心动游戏，出让股权20%。
2016年12月13日前后，游戏公司 TapTap 易玩网络 成功完成A轮融资，本次融资总计获得资金数千万人民币，投资方分别来自IDG资本（领投）、平安创新投资基金。
2017年5月11日，TapTap 获得由心动网络、吉比特、飞鱼科技领投的1.5亿元A+轮投资。
2018年6月21日，TapTap 获得由心动网络、网易、吉比特、飞鱼科技投资的的2亿元B轮投资。其中，吉比特全资子公司吉相投资拟出资人民币4546万元增资 TapTap 运营方易玩网络，股权比例从4.54%增加至6.20%。心动网络、 厦门游力、杭州播播合计出资人民币1.5454亿元，认购新增注册资本人民币12.7815万元。
2020年8月，心动网络向 TapTap 其他股东收购18.34%股权，总代价为人民币3.3亿元。完成后，心动网络将拥有易玩74.12%股权。
2021年4月1日，哔哩哔哩以约9.6亿港元战略投资心动公司，持有4.72%股权。消息中提到，双方将围绕心动旗下游戏以及 TapTap 展开深入合作。资本市场表示看好，当日收盘时心动网络股价涨幅达22.3%。
2021年5月12日，心动公司发布公告称，心动公司与卖方上海芯赫订立股权转让协议，心动公司拟向卖方收购易玩6.86%股权，代价为约人民币1.72亿元。早前心动公司收购的74.12%股权，交易完成后，心动网络将拥有易玩80.98%股权。

## 开发者评价
一些厂商认为TapTap对付费下载或独立向手游有显著的吸引力。有开发者认为传统的手游发行中对接各种联运渠道需要付出大量精力，但只能获得很少的收入。分成较少、上线游戏较方便的TapTap有明显优势。
但同时亦有开发者担心TapTap用户群体慢慢扩大之后，玩家素质是否能保持水准。也有开发者担心TapTap能否一直维持现在承诺的0分成策略。

## 外部連結
- 官方网站  （简体中文）
- 國際版官網